# Полікарпо Бонілья
Хосе Полікарпо Бонілья Васкес (1858–1926) — президент Гондурасу з 22 лютого 1894 до 1 лютого 1899 року.

## Життєпис
Народився в Тегусігальпі, Гондурас. 17 березня 1878 року здобув юридичну освіту. Займав пости в адміністрації Марко Авреліо Сото. 31 жовтня 1890 року заснував газету «El Bien Publico». У листопаді 1891 був кандидатом на пост президента, але програв вибори Понсіано Лейві.
У лютому 1893 фактично заснував Ліберальну партію. Став депутатом Конгресу, а також губернатором рідного міста. 1919 року був делегатом від Гондурасу на мирній конференції у Версалі.
Бонілья ініціював розділення Ліберальної партії, коли балотувався на пост президента 1924 року. Ті вибори він програв. Він помер 1926. Після його смерті партія знову об'єдналась, а її лідером став Вісенте Мехія Коліндрес, який здобув перемогу на президентських виборах 1928 року.